# Pawło Paszajew
Pawło Wahifowycz Paszajew (ukr. Павло Вагіфович Пашаєв; ur. 4 stycznia 1988 w Krasnym Łuczu) – ukraińsko-azerbejdżański piłkarz występujący na pozycji obrońcy, reprezentant Ukrainy i Azerbejdżanu.

## Kariera klubowa
Jest wychowankiem klubu Atłant Krzemieńczuk. W 2002 razem ze swoim bratem bliźniakiem Maksymem Paszajewem i Dmytrem Lopą przeszedł do Dnipra Dniepropetrowsk, gdzie w 2004 zadebiutował w drużynie rezerwowej. W rundzie jesiennej 2008/09 został wypożyczony do Krywbasa Krzywy Róg. W styczniu 2009 powrócił do Dnipra. Latem 2012 został ponownie wypożyczony do Krywbasa Krzywy Róg. Podczas przerwy zimowej sezonu 2012/13 Krywbas wykupił transfer piłkarza. 12 lipca 2012 został piłkarzem Karpat Lwów. 26 czerwca 2014 przeniósł się do Metałurha Zaporoże. 17 lutego 2016 podpisał kontrakt z FK Qəbələ. 25 czerwca 2016 wrócił na Ukrainę, gdzie został piłkarzem Stali Kamieńskie. 17 lipca 2017 przeszedł do FK Ołeksandrija.

## Kariera reprezentacyjna
10 lutego 2009 debiutował w narodowej reprezentacji Ukrainy w wygranym 3:2 meczu towarzyskim ze Słowacją. Łącznie rozegrał 2 gry reprezentacyjne. Wcześniej występował w juniorskiej U-17, U-19 oraz młodzieżowej reprezentacji Ukrainy.
7 czerwca 2015, po otrzymaniu obywatelstwa azerskiego, został powołany do narodowej reprezentacji Azerbejdżanu na mecz towarzyski z Serbią, a 12 czerwca 2015 był rezerwowym na mecz eliminacyjny Mistrzostw Europy 2016 z Norwegią.

## Życie prywatne
Jest synem Azera i Ukrainki. Jego bratem bliźniakiem był Maksym Paszajew. W 2015 roku zrzekł się obywatelstwa ukraińskiego na rzecz azerskiego.